# Грабінська Мирослава Василівна
Мирослава Василівна Яківчик, у шлюбі Грабі́нська (нар. 22 травня 1984, Львів) — українська шахістка, міжнародний гросмейстер серед жінок (2005). 
Її рейтинг станом на січень 2025 року — 2130 (18-те — серед шахісток України).

## Біографія
Народилася 22 травня 1984 року у Львові.
Закінчила Національний університет «Львівська політехніка». Дворазова бронзова призерка Першостей України серед дівчат віком до 18 і до 20 років (2002 та 2004 рр.). Учасниця першості Європи до 18 років в Іспанії 2002 р. (11 місце). Переможниця турнірів Infineon Young Masters у м. Дрезден, Німеччина (2003 р.), Breizh Masters у м. Генгам, Франція (2006, 2007 рр.) та Меморіал М. Василишина у Львові (2009 р.).
Одружена з українським тренером та шахістом Володимиром Грабінським. Пара має двох дітей — Анну та Михайла.